# Císařský rada
Císařský rada byl čestný titul udělovaný císařem ve Svaté říši římské a císařem rakouským až do roku 1918.

## Charakteristika
Podobně jako titul tajný rada propůjčoval také i titul Říšský rada svému nositeli vysokou společenskou prestiž, například při dvorních ceremoniích . 
Tento titul nebyl spojen s konkrétním úřadem, ale sloužilo jako osobní vyznamenání pro jeho nositele. 

## Historie
Známým nositelem titulu císařského rady byl Johann Caspar Goethe, jemuž císař Karel VII. v roce 1742 asi za 300 guldenů jmenoval do funkce skutečného císařského rady.
Ke konci existence habsburské monarchie měl titul jen menší význam. Byla udělován státním úředníkům a příslušníkům svobodných povolání a odpovídala hodnosti kapitána/hejtmana. 
V roce 1919 vyhlásila Rakouská republika § č. 3 Zákona o zrušení šlechty, který zrušil také titul říšského rady a dokonce zakázal jeho užívání.
- Tajný rada, Hofrat